# 1ere Division 1982 (hockey su pista)
La 1ere Division 1982 è stata la 65ª edizione del torneo di primo livello del campionato francese di hockey su pista. Il titolo è stato conquistato dal La Vendéenne per la quarta volta nella sua storia.

## Squadre partecipanti
- ASTA Nantes
- Coutras
- Gazinet-Cestas
- Gujan-Mestras
- La Vendéenne
- Saint-Brieuc
- SCRA Saint-Omer
- Sporting Fontenay
- Tourcoing

## Classifica finale
|                    | Pos. | Squadra           | Pt | G | V | N | P | GF | GS | DR |
| ------------------ | ---- | ----------------- | -- | - | - | - | - | -- | -- | -- |
| Francia (bandiera) | 1.   | La Vendéenne      | ?  |   |   |   |   |    |    |    |
|                    | 2.   | Sporting Fontenay | ?  |   |   |   |   |    |    |    |
|                    | 3.   | Gujan-Mestras     | ?  |   |   |   |   |    |    |    |
|                    | 4.   | Coutras           | ?  |   |   |   |   |    |    |    |
|                    | 5.   | ASTA Nantes       | ?  |   |   |   |   |    |    |    |
|                    | 6.   | Tourcoing         | ?  |   |   |   |   |    |    |    |
|                    | 7.   | Gazinet-Cestas    | ?  |   |   |   |   |    |    |    |
|                    | 8.   | SCRA Saint-Omer   | ?  |   |   |   |   |    |    |    |
|                    | 9.   | Saint-Brieuc      | ?  |   |   |   |   |    |    |    |

Legenda:
 Campione di Francia.
      Qualificato in Coppa dei Campioni 1982-1983.
      Qualificato in Coppa delle Coppe 1982-1983.
      Qualificato in Coppa CERS 1982-1983.
Note:
Tre punti a vittoria, due a pareggio, uno a sconfitta.
In caso di parità di punteggio, le posizioni erano decise per differenza reti generale.

## Verdetti
| Verdetto                          | Club                     |
| --------------------------------- | ------------------------ |
| Campione di Francia 1982          | La Vendéenne (4º titolo) |
| Qualificato in Coppa dei Campioni | La Vendéenne             |
| Qualificato in Coppa delle Coppe  | Sporting Fontenay        |
| Qualificate in Coppa CERS         | Gujan-Mestras Coutras    |